# Cefalo e Procri
Cefalo e Procri (italià), op. 77, és una òpera en tres actes composta per Ernst Krenek sobre un llibret en italià de Rinaldo Küfferle. Es va estrenar el 15 de setembre del 1934 al Festival de Venècia de la Música Contemporània, i tracta sobre el mite clàssic de Cèfal i Procris.